# Grotta di Franchthi
La grotta di Franchthi (Σπήλαιον Φράγχθι) è un sito archeologico che si affaccia sulla baia del villaggio di Kilada, nell'Argolide, nel Peloponneso, in Grecia.
La grotta di Franchthi funse da rifugio per circa 35.000 anni ed è uno dei siti preistorici più studiati nell'Europa sudorientale. Gli esseri umani la occuparono per la prima volta durante il Paleolitico superiore, almeno a partire intorno al 38.000 a.C. Durante il Mesolitico e il Neolitico la cava continuò a essere occupata dagli uomini, questo sebbene non mancarono alcuni periodi in cui venne abbandonata. La grotta smise di fungere da rifugio intorno al 3.000 a.C., durante gli ultimi anni del Neolitico.

## Storia

### Paleolitico
Originariamente, per moltissimi anni, la grotta di Franchthi era sensibilmente più lontana dalla costa in quanto il livello del mare era circa 120 metri più in basso di oggi. Come diretta conseguenza, la grotta si affacciava su una pianura costiera che venne progressivamente sommersa con il passare del tempo.
Durante il Paleolitico superiore la grotta di Franchthi veniva occupata stagionalmente da gruppi di 25/30 cacciatori che si nutrivano di asini e cervi e avevano con sé armi e altri strumenti rudimentali in selce. Dopo l'Ultimo massimo glaciale aumentò l'affluenza di uomini che vivevano nella grotta. In altri periodi storici essa venne abbandonata. Sono state ritrovate nella grotta delle schegge di ossidiana proveniente dall'isola di Milo del 13.000 a.C.; esse confermano che all'epoca, in Grecia, gli uomini potevano contare su certe abilità di navigazione e marinaresche (è stato tuttavia confermato che l'Homo erectus e l'Homo heidelbergensis furono già in grado di raggiungere Creta molti anni prima).

### Mesolitico

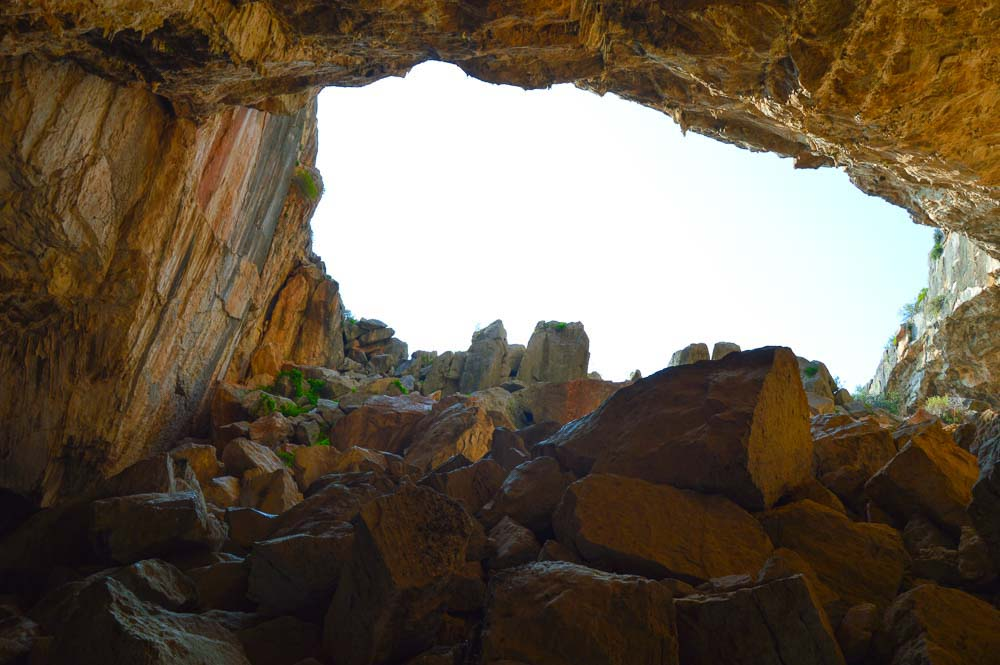
Interno della grotta

La grotta non venne abitata durante lo stadiale del Dryas recente, nel corso del quale si verificò un forte calo delle temperature. In seguito il clima divenne più stabile con l'inizio dell'Olocene, l'attuale epoca geologica. Durante il Mesolitico la grotta di Franchti era uno dei pochi siti abitati in Grecia, che erano quasi tutti affacciati sul mare. Gli uomini che vi vivevano non facevano più solo affidamento sulla caccia grossa per vivere, ma, adattandosi ai cambiamenti climatici e ambientali, iniziarono a nutrirsi di selvaggina, piante selvatiche, pesci e molluschi. Il fatto che, all'epoca, i residenti della grotta si nutrissero di prodotti ittici e facessero un maggiore impiego dell'ossidiana di Milo conferma che fossero degli abili marinai. Tra il 7.900 a.C. circa e il 7.500 a.C. il tonno divenne una delle loro principali fonti di sostentamento. Ciò implica che fossero dediti alla pesca d'altura. Qualcuno sostiene che gli abitanti della caverna pescassero i tonni servendosi di reti. Alcune tombe sepolte nella grotta di età mesolitica confermano che i suoi abitanti si prendevano cura dei morti.

### Neolitico
La grotta di Franchthi rappresenta una delle prime testimonianze di attività agricola in Grecia. Presso di essa sono infatti state rinvenute, oltre a tracce di fauna e flora selvatiche che venivano già cacciate e raccolte durante il Mesolitico e risalenti intorno al 7.000 a.C., altre di animali allevati e vegetali coltivati dello stesso periodo. Oltre a praticare l'agricoltura, gli abitanti della grotta commerciavano sementi e carne con i popoli neolitici giunti di recente dal Vicino Oriente. In passato alcuni ritenevano che l'agricoltura fosse nata in Grecia, mentre altri sostenevano che fosse stata introdotta in Europa dai coloni. Oggi si pensa che l'agricoltura venne introdotta in Grecia grazie agli uomini del Neolitico preceramico B del Vicino Oriente, i quali giunsero in Grecia via mare intorno al 6900 a.C. Per qualche tempo le testimonianze offerte dalla caverna vennero usate per giustificare la teoria secondo la quale l'agricoltura degli abitanti del luogo venne sviluppata localmente. Tuttavia studi più approfonditi dimostrarono che nella caverna vennero condotti e allevati animali e piante provenienti da contesti geografici stranieri. I cacciatori-raccoglitori mesolitici della grotta di Franchti, e più in generale della Grecia, adottarono rapidamente i metodi introdotti loro dai coloni neolitici.
Durante il Neolitico gli abitanti iniziarono ad abitare in un'area fuori dall'ingresso, chiamata Paralia (il mare), dove furono costruiti terrazzamenti destinati alla coltivazione. Si ritiene che gli abitanti occupassero anche un villaggio sotto il Paralia, oggigiorno sommerso dal mare. Diverse figurine antropomorfe e zoomorfe sono state recuperate nella grotta di Franchthi risalenti al Neolitico e si suppone che il sito funse da laboratorio per la produzione di perle da commerciare con le comunità dell'entroterra durante il Neolitico antico. La grotta e il Paralia furono abbandonati intorno al 3.000 a.C.

## Gli scavi
Gli scavi presso la grotta di Franchthi vennero iniziati nel 1967 da T. W. Jacobsen, professore di archeologia classica e studi classici all'Università dell'Indiana e il suo assistente M. H. Jameson. Jacobsen e Jameson avevano dato inizialmente secondaria importanza alla caverna (erano andati in Grecia per risolvere un problema inerente al suolo di un sito nelle vicinanze) e pensavano inizialmente che gli scavi nella grotta sarebbero durati per una breve stagione, ma decisero di proseguirli in quanto tale zona offriva una documentazione storica molto più ampia di quanto immaginassero. Lo scavo perdurò per quasi un decennio e terminò nel 1976. Da allora la grotta di Franchthi è divenuta un luogo di studio per archeologi e ricercatori.

### Il villaggio sottomarino
Stando a delle ricerche effettuate negli anni 2010 presso la baia di Kilada, esisteva un villaggio della prima età del bronzo i cui abitanti hanno probabilmente avuto dei contatti con quelli della vicina grotta di Franchthi. In tale zona, che si estende per 1,2 ettari nelle acque della baia, sono stati rinvenuti dei frammenti di ceramica molto antichi e le rovine di quelle che sembrano essere delle strade e una fortificazione con tre grandi torri.